# 虹の予感
『虹の予感』（にじのよかん）は、2004年7月28日に発売された、日本の歌手・平原綾香の4枚目のシングル。発売元はドリーミュージック。

## 概要
- シングルとしては平原初の作詞・作曲となる。
- 表題曲「虹の予感」は、平原初出演のCMソングで、CMのために書き下ろした。CMのスチール撮影で山梨県の西湖に行って、湖を目の当たりにして、CMのテーマ「心地よさ」に合わせて「心地よさ=水」にインスパイアされた[1][2]。
- カップリング曲「私を呼んで」は、「虹の予感」のレコーディングが終わった日に亡くなってしまった平原のアーティスト・プロデューサーのことを書いている[3]。

## 収録曲
（全作詞・作曲：平原綾香／編曲：坂本昌之）
1. 虹の予感
  - NTT DoCoMo「N506i」CMソング
2. 私を呼んで
3. 虹の予感〜Vocal-less Track〜